# Parafia Wniebowzięcia Najświętszej Maryi Panny w Andrzejewie
Parafia pw. Wniebowzięcia Najświętszej Maryi Panny w Andrzejewie – rzymskokatolicka parafia należąca do dekanatu Czyżew, diecezji łomżyńskiej, metropolii białostockiej.

## Historia
Parafia została erygowana w latach 1432–1439.

## Zasięg parafii
Do parafii należą wierni z następujących miejscowości: Andrzejewo z Koloniami, Budziszewo, Godlewo-Gorzejewo, Gołębie-Leśniewo, Grodzick-Ołdaki, Jabłonowo-Klacze, Kuleszki-Nienałty, Łętownica, Łętownica-Parcele, Mianowo, Nowa Ruskołęka, Nowy Borek, Olszewo-Cechny, Ołdaki-Polonia, Paproć Duża, Pieńki-Sobótki, Pieńki-Żaki, Przeździecko-Drogoszewo, Przeździecko-Dworaki, Przeździecko-Grzymki, Przeździecko-Jachy, Przeździecko-Lenarty, Przeździecko-Mroczki, Ruskołęka-Parcele, Stara Ruskołęka, Świerże-Kiełcze, Świerże-Panki, Załuski-Lipniewo.

## Miejsca święte
Kościół parafialny
Kościoły filialne i kaplice
- Kościół pw. Najświętszej Maryi Panny Matki Kościoła w  Nowym Borku
- Kościół pw. Miłosierdzia Bożego w Paproci Dużej

Cmentarze
- Cmentarz parafialny w Andrzejewie